# Ginghis Han
Genghis-han (Temüügin, Тэмүүжин: Întemeietorul) sau Ginghis Han  (n. 31 mai 1162, Delüün Boldog⁠(d), Khamag Mongol⁠(d) – d. 18 august 1227, Yinchuan⁠(d), Western Xia⁠(d)) a fost unul dintre cei mai mari cuceritori din toate timpurile: a cucerit o mare parte din Asia, punând temeliile Imperiului Mongol. Dispunând de o uriașă forță armată, bine organizată și extrem de mobilă, Genghis și principalii săi comandanți militari au întreprins numeroase războaie de cucerire, încheiate cu importante câștiguri teritoriale: Siberia (1207), China de Nord (1211-1215) și Asia Centrală (1219-1221). A invadat India (1221) și Rusia (1223).
În anul 1206, la 42 ani și după o campanie militară împotriva unor triburi din estul Mongoliei, șeful militar Temüügin devine „mare conducător” (1206-1227) (hagan, „hanul hanilor”), sub numele de Genghis, al unei populații vorbitoare de dialecte mongole și turcești. Genghis a unit triburile mongole și a reușit să ocupe cu oștile sale teritorii vaste, spre est, până la Marea Chinei, și spre vest până la Marea Caspică. Pentru administrarea acestui imperiu uriaș, Genghis Han a emis decretele necesare sub formă de texte de lege. După moartea sa, imperiul a fost împărțit între fiii lui și extins în continuare, timp de două generații, după care marea formațiune statală s-a dezmembrat.

## Viața timpurie

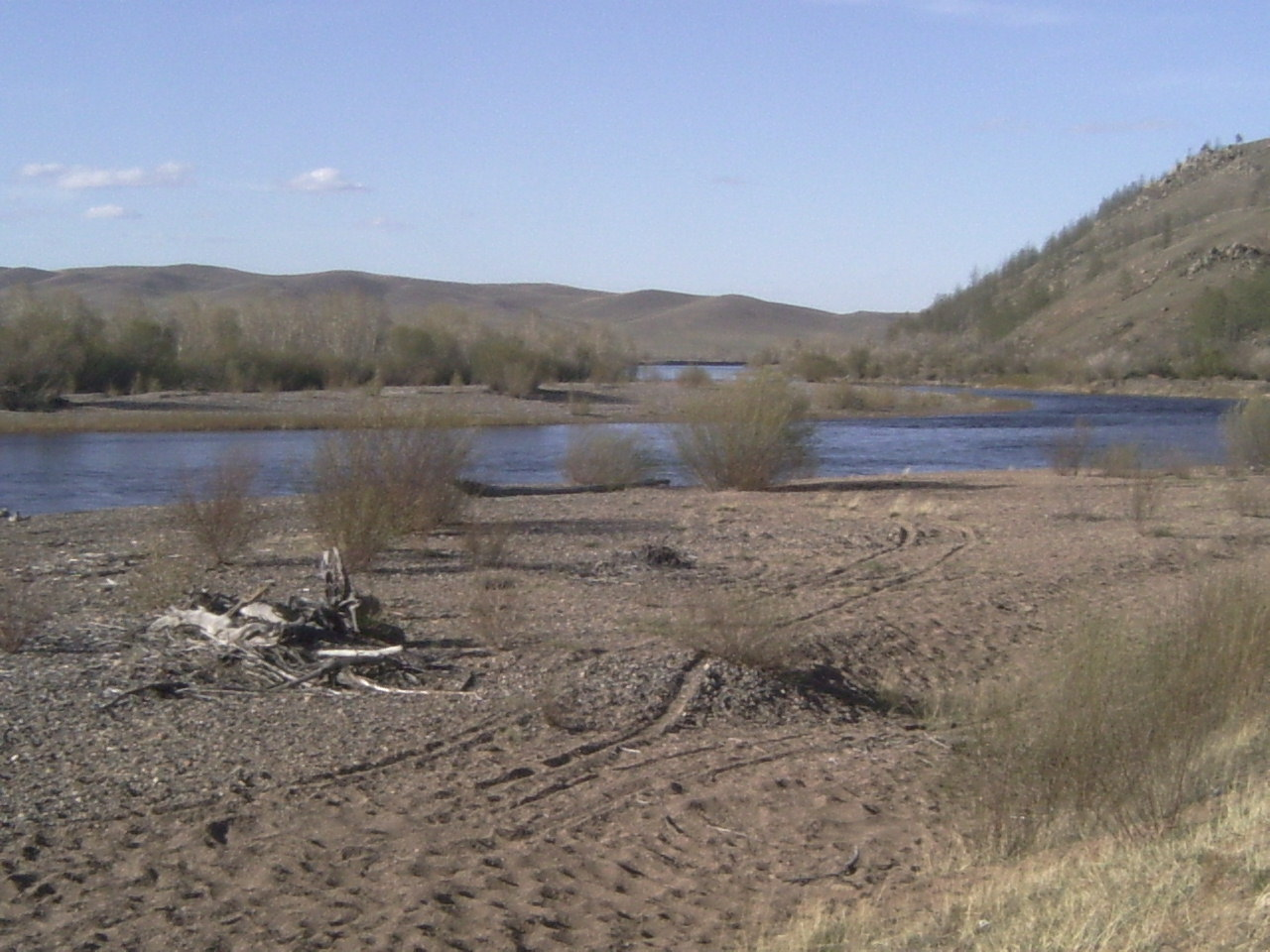
Râul Onon

### Situația mongolilor
Mongolii ocupau partea nord-estică a Mongoliei de astăzi, teritoriu amplasat între râurile Onon (lungime 1.032 km) și Kerulen (lungime 1.254 km). Ambele își au obârșia pe teritoriu rusesc și se varsă în fluviul Amur. Triburile mongole erau alcătuite din păstori, pescari și vânători nomazi din stepele asiatice. Nu se știe dacă aceste triburi aveau noțiunea proprietății private propriu-zise. Însă se deduce faptul că erau organizați într-o orânduire asemănătoare cu a feudalismului timpuriu prin ierarhia militară din cadrul tribului. Marile decizii erau adoptate într-un consiliu militar-aristocratic suprem, o adunare generală, cunoscută sub denumirea „kuriltai” (sau kurultai, pe tătară korîltai). Kuriltaiul alegea și marele han.
După legenda mongolă, mongolii se trăgeau dintr-un lup și o ciută (căprioară) care trăiau la izvoarele râului Onon la poalele muntelui sfânt „Burhan Haldun” (aflat la circa 170 km est de Ulan Bator). Temüügin aparținea tribului „Mongghol”, clanul „Borgighin” („mongolii sălbatici”), fiind fiul cel mai mare al șefului de clan Yesüghei bahadur și strănepotul legendarului prinț mongol Kabul han (1130–1150). Acesta din urmă începuse în 1131 unificarea triburilor mongole. Temüügin, care în traducere înseamnă „făurar” sau „de fier”, a continuat această politică și i-a transmis-o fiului său Öghedei (Ogotai, Ugotai).

### Originea și nașterea lui Temüügin
Locul nașterii lui Temüügin este controversat. Unii susțin că s-ar fi născut pe malul drept al râului Onon, în 1162 sau 1155, lângă Munții Burkhan Khaldun în nordul Mongoliei moderne, nu foarte departe de capitala Ulaanbaatar, după tradiția oriată și buriată (după numele unor triburi mongole). Grupul tribal mongol estic „Halha” susține că Temüügin s-ar fi născut pe cursul mijlociu al râului Kerulen.
Istoria secretă a mongolilor raportează că Temujin, când s-a născut, strângea în mână un cheag de sânge, semn tradițional că i-a fost destinat să devină un mare lider. El a fost al treilea fiu al tatălui - Yesügei, șeful clanului  mongol Khamag de Kiyad, un aliat al lui Toghrul Khan, șef al clanului Kerait, și fiul cel mare al mamei sale și sotia lui Yesügei, Hoelun. 
Temujin a fost numit după un șef de trib al tătarilor, Temujin-üge, pe care tatăl său tocmai l-a capturat. Numele, de asemenea, sugerează că acesta ar putea proveni dintr-o familie de fierari.
Clanul Yesukhei a fost numit Borjigin (Боржигин), și Hoelun era din Olkhunut, o afiliație a tribului Onggirat. Ca și alte triburi, ei au fost nomazi. Pentru că tatăl său a fost șeful clanului, cum au fost predecesorii săi, Temujin a devenit nobil. Această poziție socială mare l-a făcut să beneficieze de ajutor de la alte triburi și pentru a consolida triburile mongole.

### Tinerețea și familia

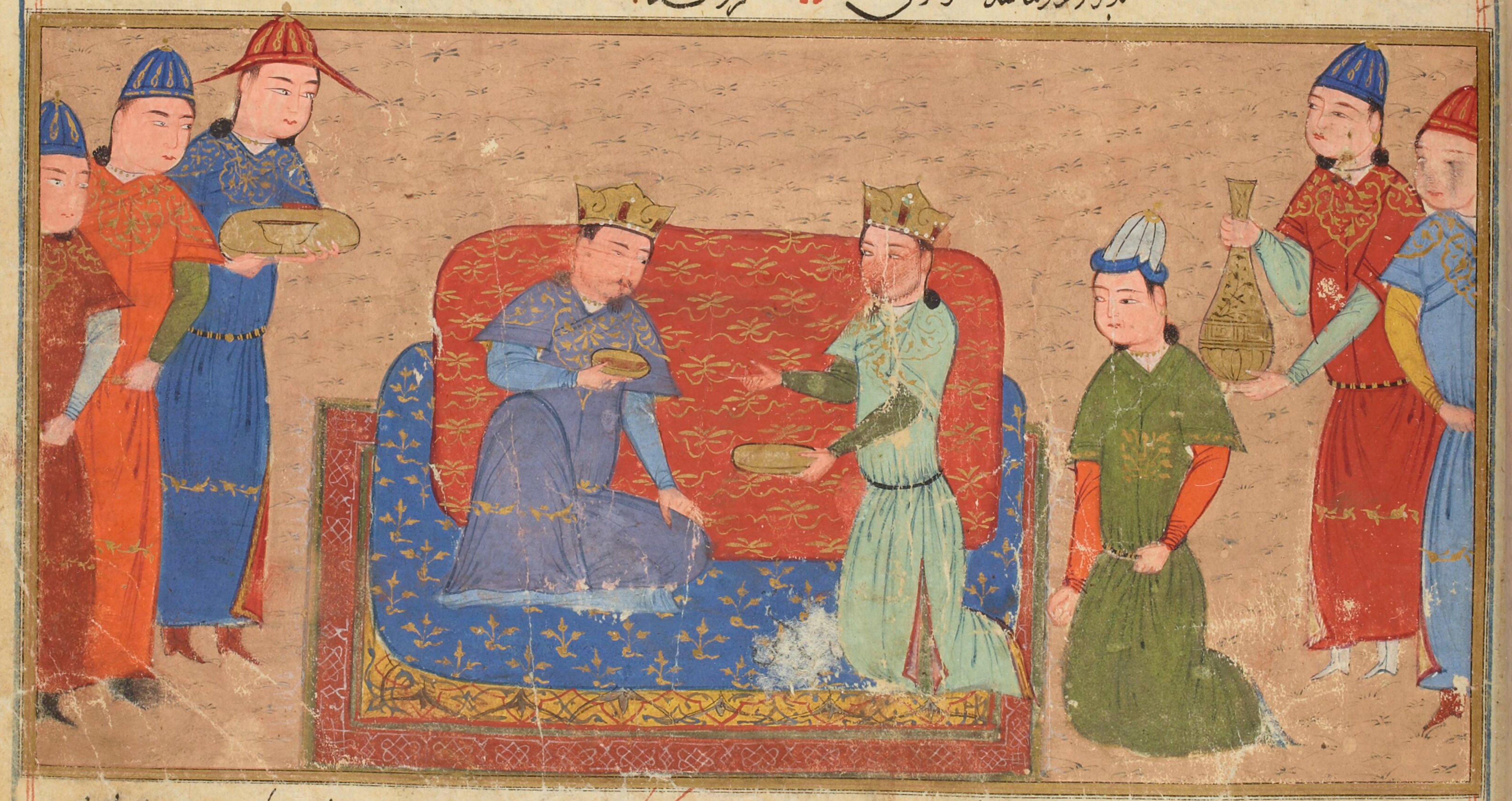
Genghis Khan și Toghrul Khan. Ilustrație din secolul XV, din manuscriptul Jami' al-tawarikh

Potrivit cronicarului (și medic) persan contemporan Rașid ed-din, hanul mongol este prezentat în lucrarea Cronici ca fiind înalt, cu părul roșcat și cu ochii verzi (ceea ce i-a făcut pe unii să presupună că neamul său se va fi tras din vreun clan de origine scită). Era caracterizat ca fiind singuratic, necomunicativ și izolat.
Temujin a avut trei frați numiți Hasar, Hachiun, și Temüge, și o soră pe nume Temülen, precum și doi frați vitregi pe nume Behter și Belgutei. Ca mulți nomazi din Mongolia, viața timpurie a lui Temujin a fost dificilă. Tatăl său a aranjat o căsătorie pentru el, iar la vârsta de nouă ani, el a fost trimis de către tatăl său la familia Borte care a fost un membru al tribului Onggirat, unde își va găsi viitoarea soție. Temujin  s-a mutat acolo pentru a trăi în serviciul lui Dai Setsen, capul gospodăriei până când a ajuns la vârsta măritișului de 12 ani. Între timp, tatăl său, când se întorcea spre tabără, s-a întâlnit cu un grup de vânători mongoli proveniți dintr-un trib rival. A fost otrăvit de alimentele oferite de aceștia. Aflând acest lucru, Temujin s-a întors acasă pentru a solicita poziția tatălui său ca șef al tribului, cu toate acestea, tribul tatălui său a refuzat să fie condus de un băiat atât de tânăr. Ei i-au abandonat pe Hoelun și copiii ei, lăsându-i fără protecție.
Pentru următorii ani, Hoelun și copiii ei trăiau în sărăcie, supraviețuind cu fructe de pădure și vânat de  bou, marmote, și  alte vietăți mici vânate de Temujin și frații săi. În timpul unei expediții de vânătoare la 10 ani, Temujin și-a ucis fratele vitreg Behter în timpul unei lupte care a rezultat dintr-o dispută asupra prăzii de vânătoare. Acest incident a cimentat poziția sa. Într-un alt incident, în 1177, el a fost capturat într-un raid și luat prizonier și deținut de către aliații tatălui său, fostele Tayichi'ud. Tayichi'ud l-a înrobit pe Temujin, dar cu ajutorul unui paznic, pe nume Chilaun (care mai târziu a devenit un general al lui Genghis Khan), a scăpat din iurtă, în mijlocul nopții pentru a se ascunde. Jelme și Bo'orchu, și-au unit forțele cu el, devenind doi dintre viitorii generali ai lui Genghis-Han. Reputația lui Temujin a devenit larg răspândită după evadarea sa din Tayichi'ud.
Încă din copilărie, s-a împrietenit printr-un jurământ "Anda" cu Jamukha din tribul Khamag.
În acest moment, niciuna dintre confederațiile tribale din Mongolia nu au fost unite politic, și căsătoriile aranjate au fost adesea folosite pentru a consolida alianțe temporare. Temujin a crescut în  climatul politic dur al Mongoliei, care a inclus războaie tribale, hoție, raiduri, creșterea corupției și a actelor de răzbunare continue efectuate între diferitele confederații, toate amplificate de interferențe de forțele străine, cum ar fi dinastiile chineze la sud. Mama lui Temujin, Hoelun, l-a învățat multe lecții despre climatul politic instabil din Mongolia, în special nevoia de alianțe.
La 16 ani, Temujin s-a  căsătorit cu Borte al tribului Onggirat pentru a cimenta alianța între triburile lor respective. La scurt timp după căsătorie, Borte a fost răpită de către tribul Merkit. Temujin a salvat-o cu ajutorul prietenului său și viitorul rival, Jamukha, și cu ajutorul protectorului său, Toghrul Khan din tribul Kerait. Ea i-a dat naștere unui fiu, Jochi (1185-1226). În ciuda speculațiilor, Borte ar fi singura lui împărăteasa, deși Temujin a urmat tradiția de a lua mai multe neveste.
Borte a avut trei fii: Chagatai (1187-1241), Ögedai(1189-1241), și Tolui (1190 -1232). Genghis Khan a avut, de asemenea, mulți alți copii cu soțiile sale, dar ei au fost excluși de la succesiune. În timp ce numele fiilor sunt menționate în documente, numele fetelor nu au fost trecute. Numele a cel puțin șase fiice sunt cunoscute, și în timp ce au jucat roluri importante în spatele scenei în timpul vieții sale, niciun document nu a supraviețuit, care oferă definitiv numărul sau numele de fiicele născute de consoartele lui Genghis Khan.

## Unirea triburilor mongole

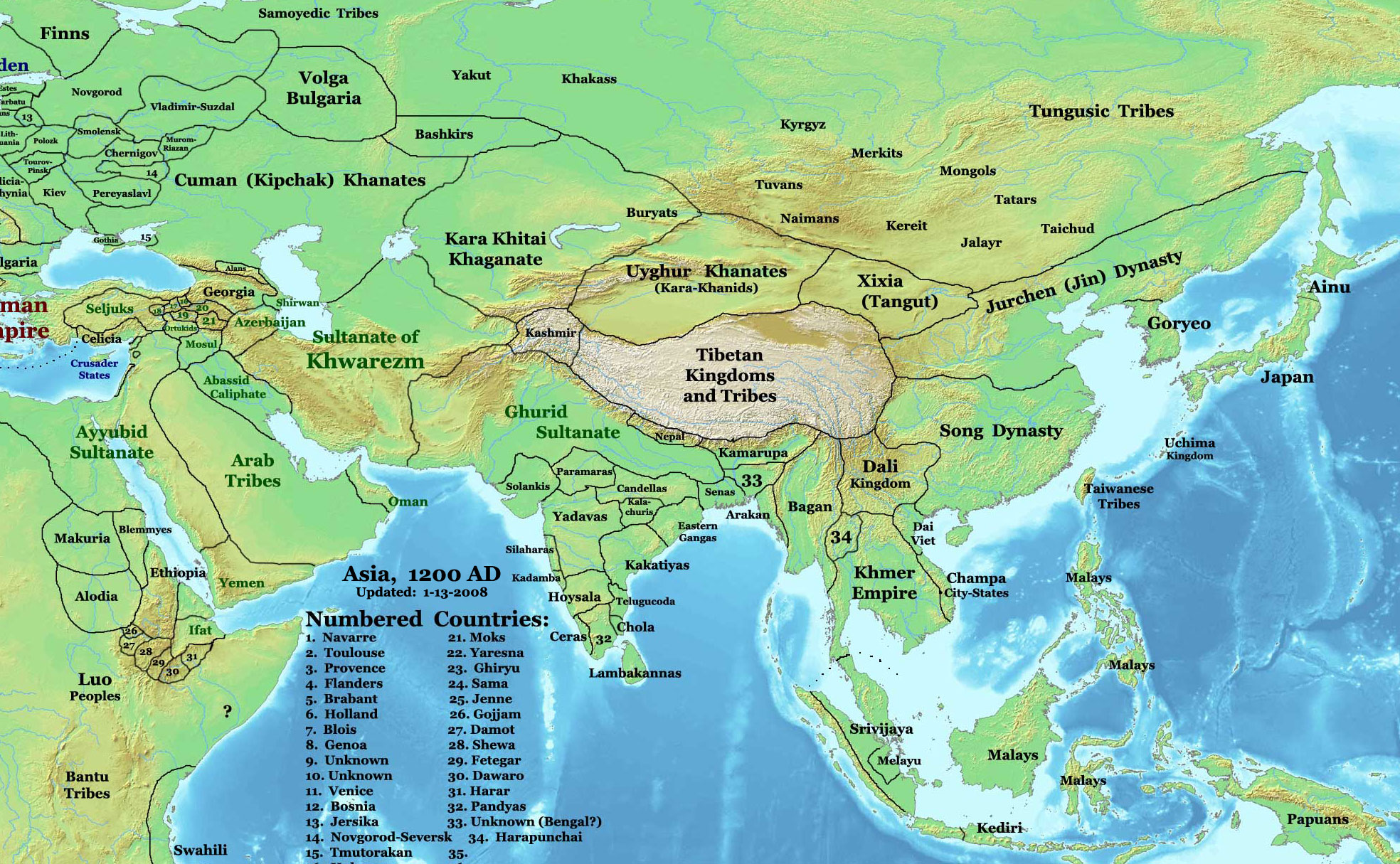
Asia in anii 1200

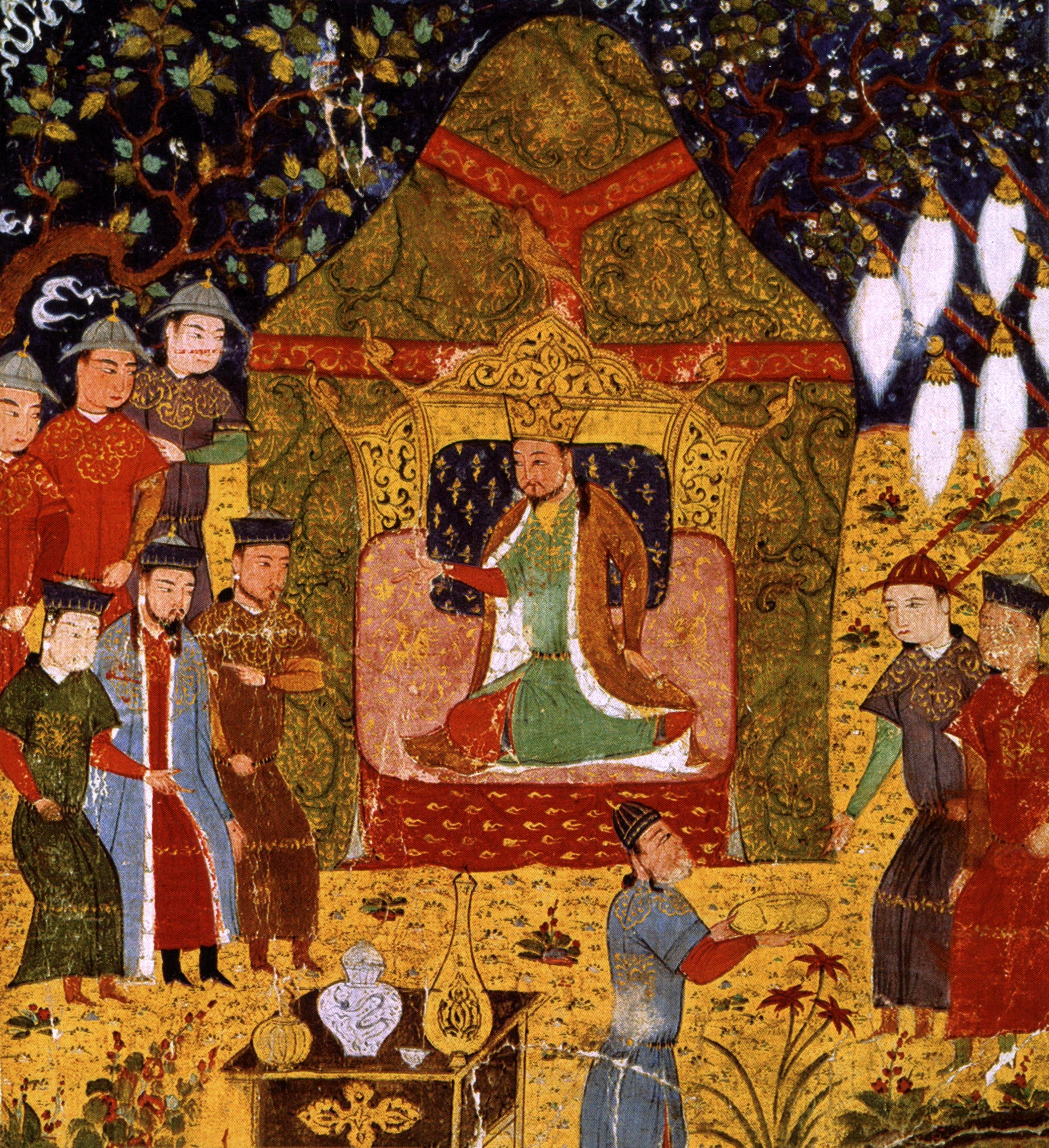
Incoronarea lui Genghis Khan

Temüügin era convis că supraviețuirea în stepele Asiei era posibilă numai prin unirea triburilor. Urmărește atingerea acestui deziderat prin șiretenie, diplomație iscusită, prin care caută să câștige aliați și să-și elimine adversarii.
După 1190, triburile mongole erau unite sub conducerea lui Temüügin și începu supunerea altor popoare din stepele Orientului Îndepărtat. Genghis han le promitea pradă bogată în războaiele care aveau să urmeze.
Pentru Temujin loialitatea și fraternitatea de prim rang era mai presus de toate. Jamukha a fost unul dintre cei mai buni prieteni a lui Temujin, dar prietenia lor a fost testată mai târziu, atunci când Temujin s-a luptat pentru a deveni Khan. Jamukha l-a provocat în luptă la Dalan Bhalzhut, pe Platoul Central al Mongoliei. Temujin, cu o armată inferioară numeric și lipsită de spiritul de luptă, a fost înfrânt. Deși a scăpat, generalii săi au fost capturați și opăriți de vii de către Jamukha. Aflând atrocitatea, Temujin a depus un jurământ de răzbunare. Și-a pregătit o nouă elită cavalerească denumită Kheshig (o elita de  călăreți arcași lipsiți de individualitate, antrenați din greu să lupte și să tragă cu arcul încă din copilărie) și a pus la cale noi tactici ingenioase. În cea de-a doua bătălie, armata de călăreți ai lui Temujin a nimicit armata lui Jamukha. Jamukha s-a refugiat în Munții Tannu în iarna lui 1204. Dar, trădat de doi dintre generalii săi, l-au adus în tabăra lui Temujin. Cei doi generali își așteptau recompensa din partea lui Temujin pentru prinderea dușmanului, însă au fost executați. Temujin l-a dezlegat pe Jamukha și l-a rugat să i se alăture. Jamukha refuză și îi cere să-l ucidă.
A fost executat, fiindu-i ruptă șira spinării.
Temujin devine unicul lider și primește în 1206 titlul de "Rege Universal și Etern" sau "Genghis Han". Printre popoarele care s-au supus noului mare han Genghis figurau merkiții (1202), keraiții (1203) și naimanii (1204), fiind astfel înlăturate ultimele obstacole în calea creării imperiului.
Însă acesta avea să se confrunte cu un alt inamic puternic de la est: China.

## Campaniile militare
Cu o armată de 50 000 de soldați, a invadat nordul Chinei. A ocolit Marele Zid Chinezesc și li s-au alăturat mercenari loiali, care s-au predat și supus noului lider mongol, jurând că vor lupta sub comanda sa. Armatele sale de călăreți au desfășurat raiduri asupra satelor și orașelor chineze. Populații întregi au fost măcelărite, orașele jefuite și incendiate, iar femeile demnitarilor chinezi, răpite și duse chiar în patul marelui Han.

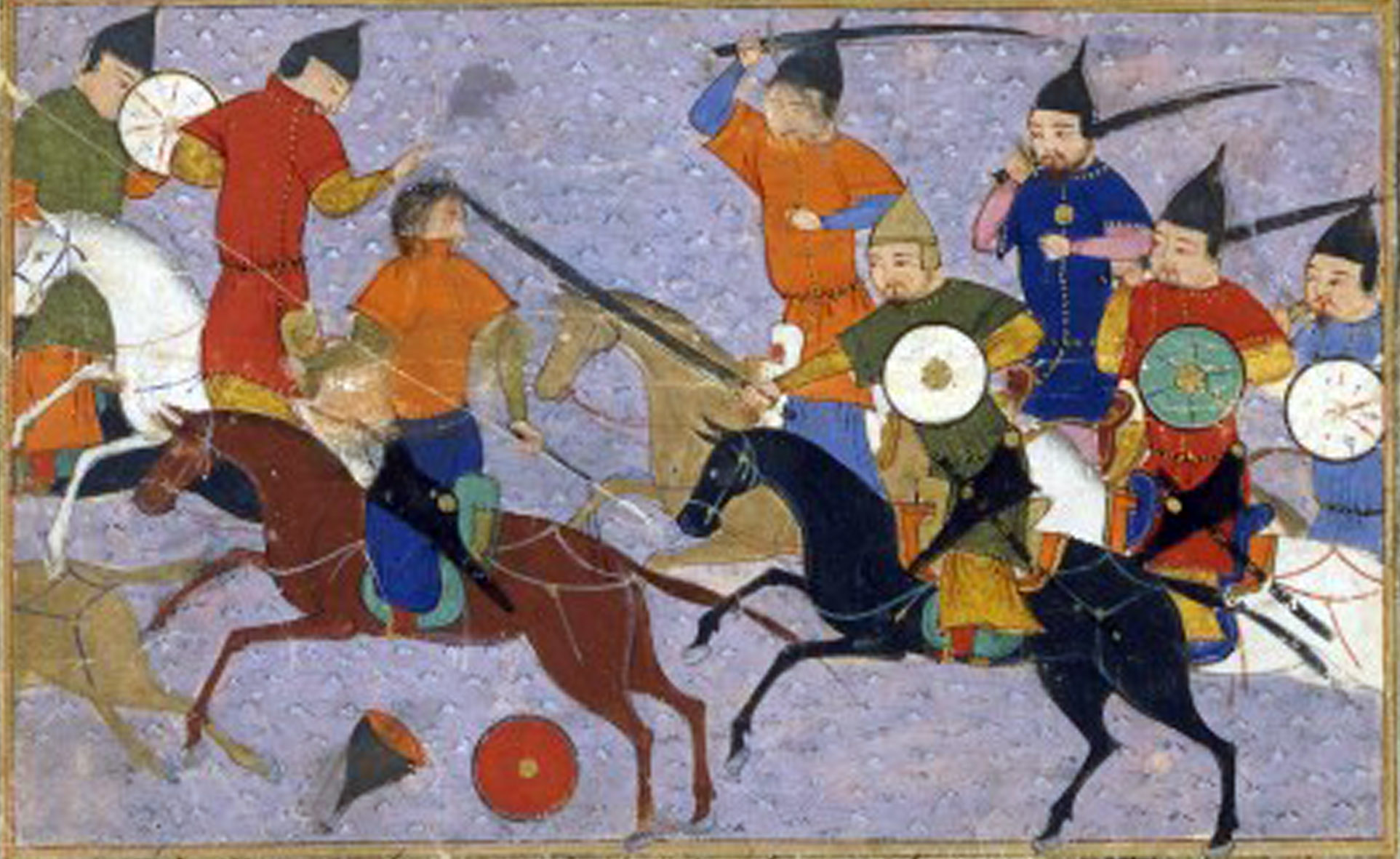
Bătălie dintre mongoli și chinezi (1211)

### Asediul Beijingului
În anii 1207-1209 îi supune pe tanguți (un stat alcătuit de uiguri, chinezi și tibetani) și întemeiază o bază militară lângă Marele Zid Chinezesc. Iar în 1211, oștile mongole pătrund pe teritoriul dinastiei Jin (o dinastie tunguză din Manciuria). A forțat capitularea provinciei  Xia, și la scurt timp după aceea, în 1211, el a terminat cu cucerirea dinastiei Jin.
Un ultim obstacol pentru supunerea Chinei era Beijingul, un oraș împrejmuit de ziduri înalte de 12 metri și lungi de 30 kilometri cu 900 de turnuri de pază, ce cuprindea un oraș de mari palate, temple aurite și piețele abundente de mătase și condimente, în care locuiau 350.000 de oameni. Pentru o mare armata nomadă condusă de Genghis Han, ce era obișnuit să lupte pe câmp deschis, orașul înconjurat de ziduri era de nepătruns.
Prima tactică: au așteptat și și-au așezat tabara, izolând orașul. I-au capturat pe inginerii chinezi, obligându-i să construiască catapulte, scuturi mobile și berbeci de lupta. În timp ce mongolii jefuiau mărfurile și proviziile aduse de neguțătorii chinezi, locuitorii orașului au flămânzit, consumându-si caii si ulterior, recurgând la canibalism.
După luni de zile, gata de atac, Genghis Han a ordonat atacarea orașului. Însa, avea să întâmpine o rezistență condusă de comandantul militar chinez al orașului, cu o garnizoană de mii de soldati și un arsenal de lupta.
Genghis Han a ordonat catapultarea bolovanilor spre oraș în timp ce armata chineză răspundea cu aruncarea unor bombe unse cu ulei, umplute cu chimicale și excremente incendiate spre armata mongolă ce le asedia orașul. Genghis Han a ordonat ca prizonierii chinezi să transporte scările de asediu și berbecii de luptă spre zidurile orașului, aflați în prima linie. Mulți au fost nimiciți de săgețile conaționalilor lor care erau asediați.
În cele din urma, după o luptă crâncena, apărarea orașului a căzut, armata chineză a fost nimicită, comandantul chinez al orașului s-a sinucis, iar mongolii au intrat și devastat, jefuind, incendind și masacrând populația. Multe femei de teama ca vor fi violate, s-au sinucis aruncându-se de pe zidurile înalte ale orașului.

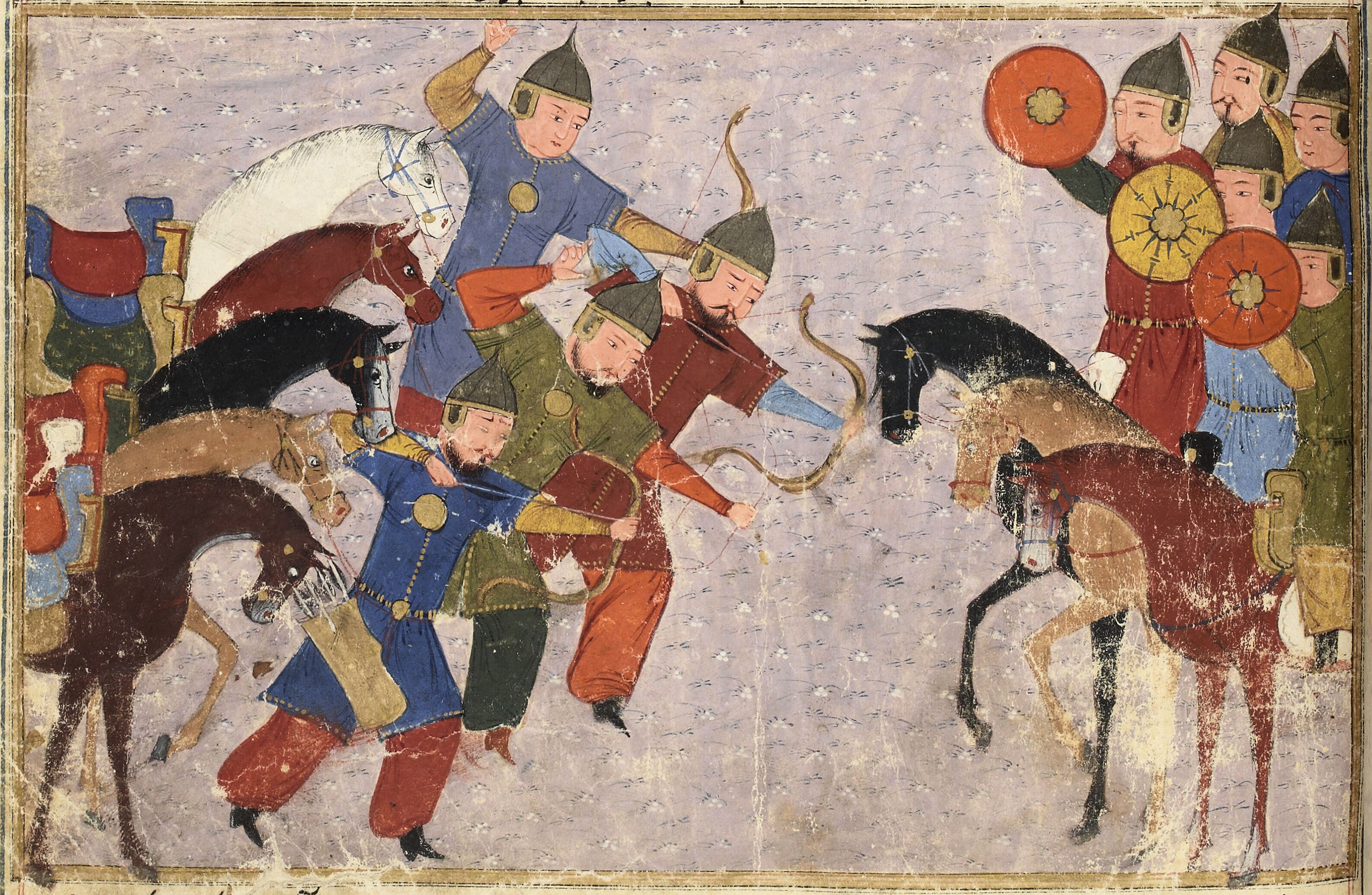
Bătălia de la Vâliyân (1221)

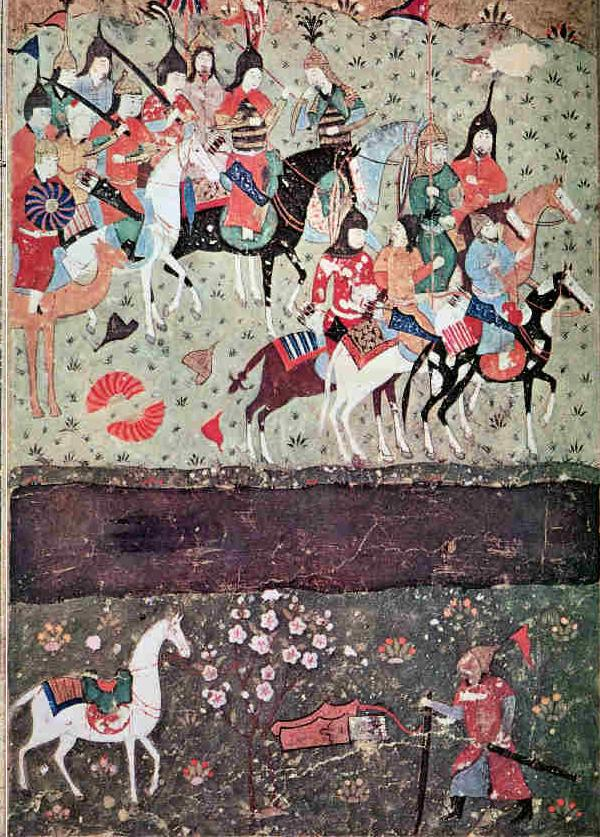
Bătălia de pe Indus

### Reforme
După carnagiul de la Beijing, Genghis Han și-a stabilit capitala la Karakorum, transformandu-l într-un centru comercial și administrativ.
A impus un cod de legi personale, a pus bazele unui sistem juridic,  a preluat cunoștințele din știința, medicina și tehnologia chineză. A instituit un sistem de scris și un sistem monetar. A stabilit noi rute comerciale și a trimis ambasadori în Persia, înființănd primele poștalioane, situate fiecare la 40 de kilometri. Tot el a instituit niște reguli draconice pentru siguranță. Orice crimă/nelegiuire era pedepsită cu moartea/tăierea membrelor. A instituit și reguli foarte stricte pentru primirea străinilor/călătorilor.
Istoria secretă a mongolilor raportate în cronici menționează doar că Genghis se ruga la muntele Burhan Haldun. El a fost tolerant religios și interesat de  procesul de învățare a lecțiilor filosofice și morale din alte religii. Pentru a face acest lucru, el a fost consultat de călugării budiști, musulmani, creștini, misionari și chiar de către călugărul taoist, Qiu Chuji. Se spune ca în tinerețea sa, a întâlnit un șaman care i-a prevestit că destinul său e să cucerească și să conducă lumea.

### Expansiunea
În anii 1215-1219, mongolii ocupă Pekinul, Coreea începând să plătească tribut mongolilor.
A lansat un atac de succes împotriva Hanatul Kara-Khitan în 1218 și a încheiat un tratat de prietenie cu statul Horezmul (de pe teritoriul Iranului). A lansat o incursiune de răzbunare contra horezmienilor, deoarece unii horezmieni prădaseră o caravană mongolă. Între timp, Öghedei a fost desemnat ca urmaș. În anii 1219-1220, a desfășurat ocuparea Transoxaniei după înfrângerea oștirii șahului din Horezm. Sunt ocupate Buhara și Samarkand-ul (centre urbane importante din Asia centrală) și incursiuni militare în Caucaz și cnezatele ruso-ucrainene.
Preferând să nu cucerească imperiul vecin Khwarezmia, Genghis a oferit în schimb o alianță politică, trimițând o caravană de 500 de oameni - a sperat să creeze un partener comercial puternic prin intermediul Drumului mătăsii. Cu toate acestea, Shah Khwarezmian nu l-a privit cu încredere și a ordonat masacrarea membrilor caravanei. Genghis a trimis un grup de ambasadori direct la Shah, care a răspuns prin decapitarea unuia dintre ei. Indignat, Genghis a mobilizat aproximativ 200.000 de oameni și a supravegheat personal declinul sângeros și subjugarea  Imperiului Khwarezmian în 1220. Peste un milion de persani au fost uciși în timpul invaziei mongole. Imediat după succesul său, Genghis Han a capturat multe alte regiuni în drumul său de întoarcere spre Mongolia, inclusiv Georgia, Afganistan din vest și alte regiuni chineze din est. În 1221, a înfrânt oștirea lui Gelal ed-Din, fiul sultanului din Horezm, căzut în bătăliile de la Marea Caspică.
În 1224-1225, Genghis  s-a reîntors în Mongolia și a condus o expediție de pedepsire a tunguzilor (națiunile din Manciuria). În urma călătoriei sale pline de victorii, imperiul lui Genghis se întindea de la Marea Caspică, în vest, până la Marea Japoniei în est, de două ori cuprinzând dimensiunea Imperiului Roman și de patru ori Imperiul lui Alexandru cel Mare.

## Organizarea militară

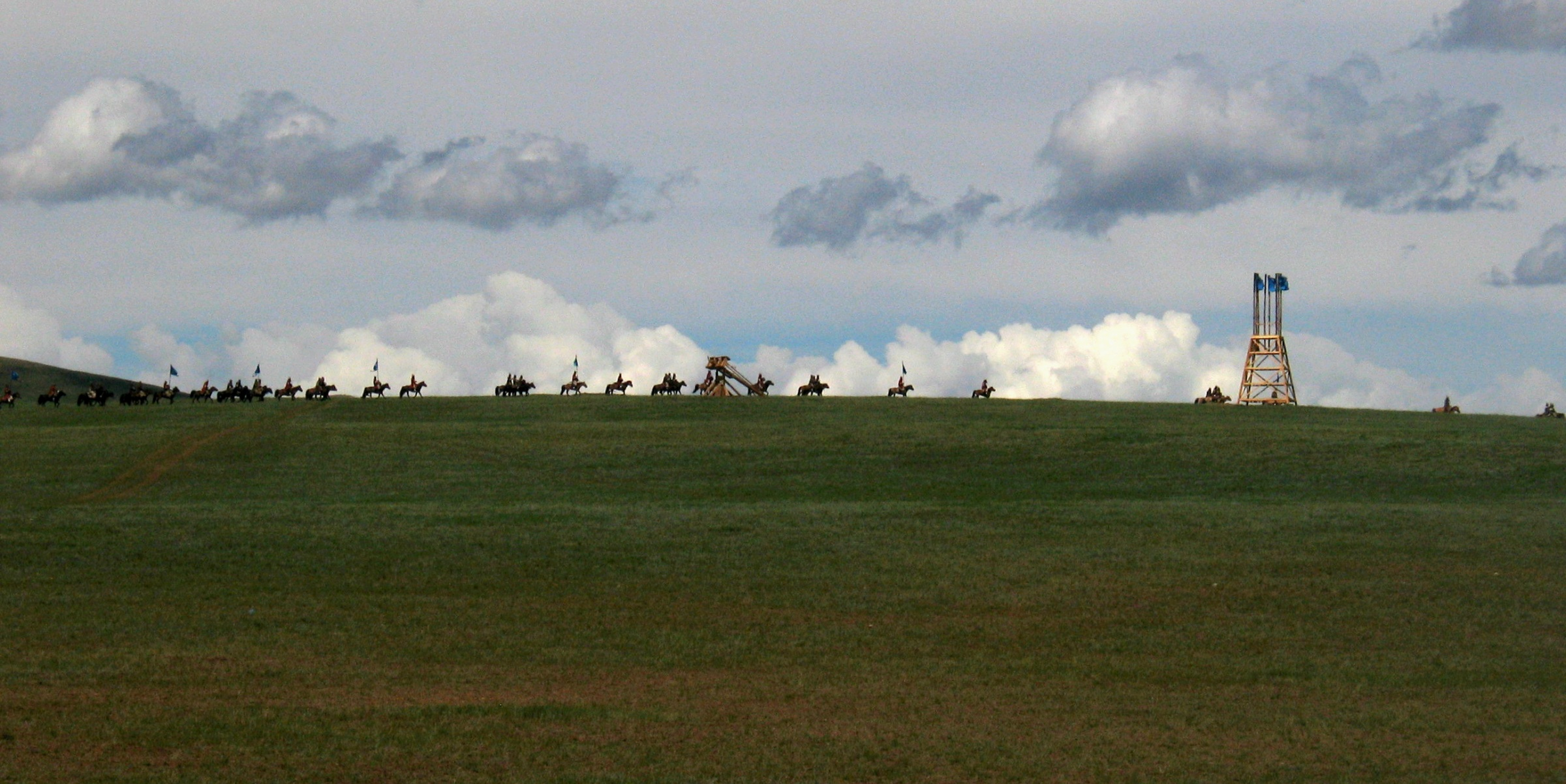
Cavalerie mongola

Armata mongolă era organizată în sistemul decimal, trupele fiind împărțite în unități de zece soldați care se controlau reciproc. Se practica o variantă a decimării: dacă dezerta un oștean din cei zece, ceilalți nouă oșteni trebuiau să moară.
După ce dădeau în primire păr de la fiecare cal, oștenii depuneau jurământul de credință și supunere oarbă, până la moarte, față de han. Din păr de cal se făcea „stindardul negru” (cunoscut și pe românește sub denumirea de tui). Este și astăzi simbol național (este păstrat în custodia ministerului mongol al apărării, în Ulaan Baatar).
Puterea și succesul trupelor mongole se explică prin disciplina severă, prin enorma mobilitate a trupelor, natura robustă a cailor și războinicilor, armele din dotare și prin tactica inteligentă de luptă a comandanților mongoli. Fiecare călăreț avea doi sau trei cai, care îi dădeau posibilitatea schimbării cailor obosiți, oștenii oprindu-se pe un traseu numai pentru somn și hrană. Aceasta consta preponderent din carne uscată făcută pulbere (borts), păstrată în bășică de vită prinsă la șa.
Mongolii erau antrenați de copii pentru a deveni călăreți și arcași excelenți. Vânătoarea era îndeletnicirea de căpătâi ca antrenament în vederea războaielor. Arma principală era arcul compus din două materiale diferite (lemn, tendoane sau metale) care asigurau o elasticitate deosebită. Războinicii posedau mai multe arcuri, foloseau săgeți cu vârfuri metalice care puteau să străpungă zalele cu care era echipat inamicul. Prin folosirea în călărie a scărilor, puteau ținti din goana calului în direcția opusă fugii cu o precizie uimitoare (tehnică de altfel răspândită la mai toate triburile războinice ale stepei, încă de pe timpurile sciților și sarmaților). Tactica folosită frecvent de mongoli era atacul  rapid și scurt, urmat de o retragere amăgitoare, menită să atragă inamicul în cursă, ca să fie împresurat.

## Succesiunea și moartea

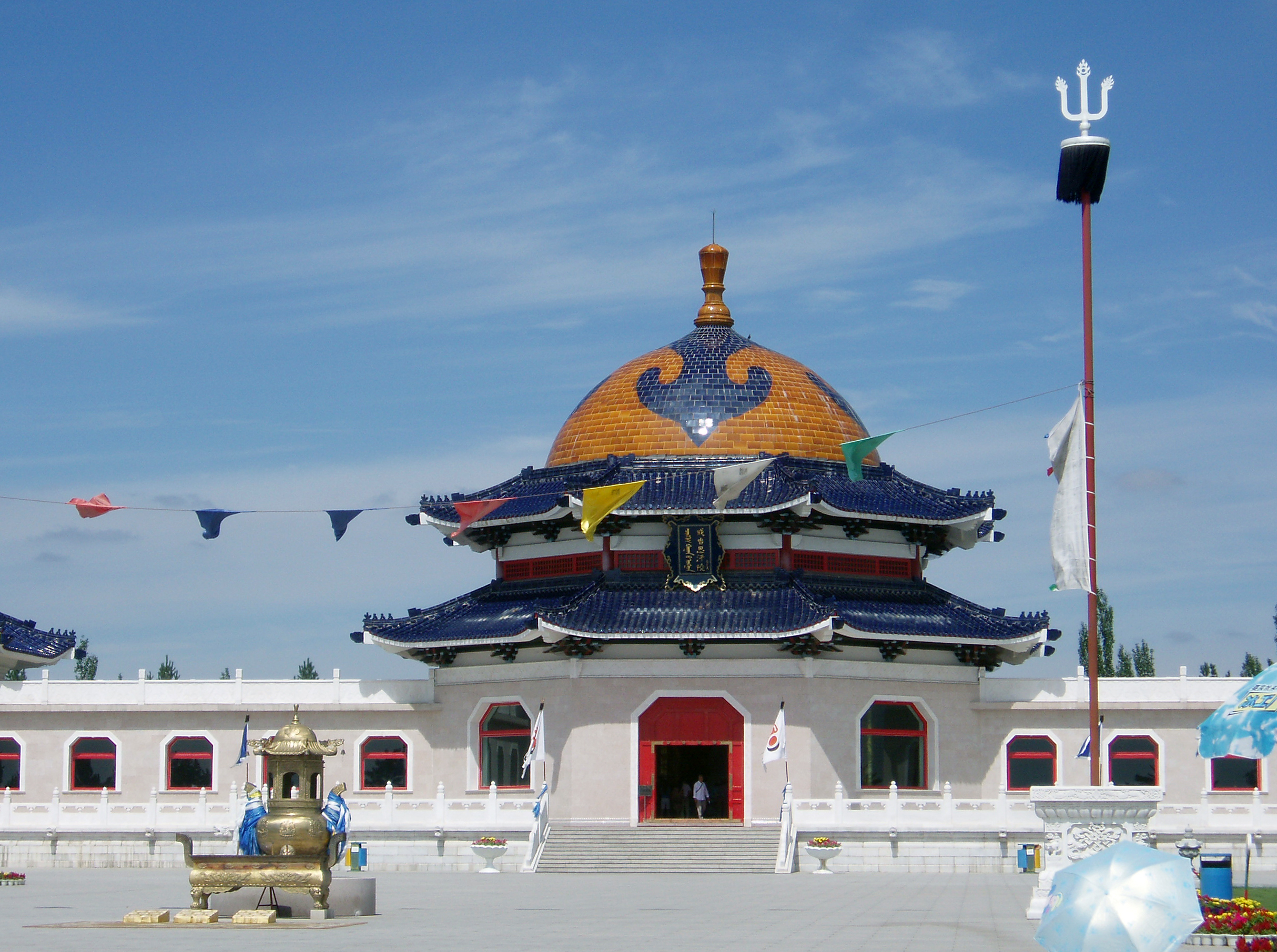
Mausoleu modern inchinat lui Genghis Han

Bătrân fiind și sleit de puteri, tema succesiunii lui Genghis a fost extrem de contestată. Fiul său cel mare, Jochi, a fost suspectat de-a se fi născut dintr-un alt om (ca rezultat al capturării soției sale), a refuzat categoric ca mulți să-l urmeze. Ciocnirea s-a încheiat însă în 1226 când Jochi a murit în mod misterios, unii susținând că Genghis însuși a ordonat otrăvirea lui. Fiul său mijlociu, Ogedai a fost numit succesor.
Genghis era îngrijorat, căci nu apucase să-și îndeplinească destinul - cel de-a cuceri întreaga lume. Fiind la fel de frământat de asigurarea nemuririi ca și împăratul chinez antic Shi Huangdi, și-a dorit să caute elixirul vieții. A chemat la curtea sa imperială un călugăr taoist care l-a sfătuit că își poate „asigura nemurirea” numai prin sângele fiilor săi născuți.
De aceea, Genghis a avut multe soții și foarte multi urmași. Astăzi, mulți asiatici se declară ca fiind urmașii lui, fapt demonstrat în urma testelor ADN. Se estimează că 1 din 200 de europeni sunt urmași ai năvălirilor acestuia. 
La scurt timp, Genghis, aflat într-o luptă împotriva poporului Tangut, a căzut de pe cal. A murit în 1227. Genghis Han a fost îngropat într-un mormânt nemarcat după cum și-a dorit, locul fiind un secret de familie bine păzit. În folclor se susține că un râu a fost deviat; alte povestiri descriu o livadă de pomi plantați deasupra mormântului să-l ascundă. Potrivit legendei, escorta funerară a executat pe loc pe oricine a întâlnit pe drum, pentru a păstra secretul locului de îngropăciune pentru a face imposibilă descoperirea lui. În 2004, un dig arheologic a descoperit ceea ce se crede a fi ruinele palatului lui Genghis. Speranța rămâne faptul că mormântul său ar putea fi încă găsit.

## Urmări

Imperiul Mongol

Despre personalitatea hanului mongol au circulat diferite versiuni și legende. Potrivit unor izvoare, care spun că Genghis Han i-ar fi dat fiului său Öghedei  „Istoria secretă a mongolilor”, un amestec de cronică și legendă. Potrivit altor izvoare, cronica ar fi fost întocmită de Öghedei însuși. Manuscrisul conține relatări din viața lui Genghis Han și putea fi citit numai de membri ai familiei hanului. Documentul original a dispărut pentru totdeauna. Abia în 1866 au fost descoperite într-o bibliotecă chineză fragmente transcrise din documentul original. În manuscris este amintit faptul că hanul mongol punea mare preț pe loialitate deplină față de han și prieteni.
Popoarele care au suferit din cauza invaziilor, jafurilor și măcelurilor mongole îl consideră pe Genghis Han un tiran crud și sângeros, care dispunea omorârea în masă a populației băștinașe înfrânte. Cu toate acestea, Temüügin a avut și o perioadă lungă de pace (pax mongolica).
Marele han a fost tolerant față de alte religii sau filozofii și asculta cu atenție ce aveau de spus sacerdoții și filosofii respectivi. Către sfârșitul domniei sale, Genghis han s-a lăsat consiliat în probleme de organizare politică și administrativă de Kitan Yelü Huța (din Manciuria) și de ministrul său persan și musulman Mahmud Ialavaci. Politica lui Genghis Han a fost continuată de moștenitorii săi, care au preluat un imperiu de peste 33 milioane km², cu o întindere cuprinsă între Oceanul Pacific și Marea Caspică.

## Cronologie
- 1155, 1167: s-a născut Temüügin
- 1190: Temüügin unește triburile mongole și supune alte popoare din stepă
- 1192: Are loc ceremonia cu Borta (viitoarea lui soție si fiica lui Tugril Khan) seful tribului Kerait
- 1195: Gurhan Geamuha (fratele de cruce) îl trădează si isi face o noua alianta cu tribu Naiman
- 1201: Victorie asupra lui Gurhan Geamuha (fratele de sange)
- 1202: Învinge poporul merkit și patru triburi tătare
- 1203: Învinge poporul kerait
- 1204: Învinge poporul naiman
- 1206: Temüügin este ales de Kuriltai ca han al hanilor
- 1207-1209: Supunerea tanguților (un stat alcătuit de uiguri, chinezi și tibetani) și întemeiază o bază militară lângă marele zid chinezesc
- 1211: Oștile mongole pătrund pe teritoriul dinastiei Jin (o dinastie tunguză din Manciuria)
- 1215: Mongolii ocupă Pekinul
- 1219: Coreea începe să plătească tribut mongolilor
- 1218: Supunerea imperiului Kara Kitai de lângă lacul Balhaș și un tratat de prietenie cu statul Horezmul (de pe teritoriul Iranului)
- 1218: O incursiune de răzbunare contra horezmienilor, deoarece unii horezmieni prădaseră o caravană mongolă. Desemnarea lui Öghedei ca urmaș al lui Ginghis Han
- 1219-1220: Ocuparea Transoxaniei după înfrângerea oștirii șahului din Horezm. Sunt ocupate Buhara și Samarkand-ul (centre urbane importante din Asia centrală)
- 1220: Fondarea capitalei imperiului mongol, Karakorum (oraș ruină în Mongolia). Incursiuni militare în Caucaz și cnezatele ruso-ucrainene.
- 1221: Înfrângerea oștirii lui Gelal ed-Din, fiul sultanului din Horezm, căzut în bătăliile de la Marea Caspică
- 1223: Armata mongolă, condusă de Sübedei (sau Subotai), avansează ajungând în Ucraina și înving oastea aliată a cnezilor ruși în bătălia de la Kalka, deși această oaste avea superioritate numerică față de cea mongolă.
- 1224-1225: Reîntoarcerea lui Ginghis în Mongolia. Expediție de pedepsire a tunguzilor (națiunile din Manciuria). Îmbolnăvirea lui Ginghis ca urmare a unui accident de călărie.
- 25 august 1227: Ginghis Han moare lăsând în urmă un imperiu uriaș.
- 1229: Kuriltaiul îl alege pe Öghedei mare han (1229-1241). Potrivit înțelegerii din 1218, are loc împărțirea imperiului între fiii lui Ginghis han.

## Literatură
- Gudrun Ziegler, Alexander Hogh: Die Mongolen, im Reich des Dschingis Khan. Theiss, Stuttgart 2005. ISBN 3-8062-1940-0
- Hans Leicht: Dschingis Khan. Sonderausgabe.: Eroberer. Stammesfürst. Vordenker. Patmos, Düsseldorf 2002. ISBN 3-491-96050-9
- Reinhold Neumann-Hoditz: Dschingis Khan. Rowohlt, Reinbek bei Hamburg 1985. ISBN 3-499-50345-X
- Paul Ratchnevsky: Genghis Khan – His Life and Legacy. Blackwell Publishers, Oxford 1993. ISBN 0-631-18949-1
- Franklin Mackenzie: Dschingis Khan. Scherz Verlag, Bern/München 1977, Habel, Darmstadt 1993. ISBN 3-502-16441-X, ISBN 3-87179-179-2
- Jack Weatherford: Genghis Khan and the Making of the Modern World. Three Rivers Press, New York 2004. ISBN 0-609-80964-4
  - Jack Weatherford, Genghis-han și nașterea lumii moderne, Ediția a II-a, Traducere din limba engleză de Alina Popescu. Prefață de Călin Felezeu, Corint Istorie, București 2021. ISBN 978-606-793-980-4
- Jean-Paul Roux: Gengis Khan et l’Empire Mongol, Gallimard, coll. « Découverte / Histoire », Paris 2002, ISBN 2-07-076556-3
- Jean-Paul Roux: Histoire de l’Empire Mongol, Fayard, Paris 1993
- Boris Vladimirstov: Gengis Khan, Paris 1948
- Louis Hambis:  Gengis Khan, Paris 1973
- Dominique Farale: De Gengis Khan à Qoubilaï Khan, Economica, Paris 2003, ISBN 2-7178-4537-2